# Stortjärnen (Tåsjö socken, Ångermanland, 712495-151559)
Stortjärnen är en sjö i Strömsunds kommun i Ångermanland och ingår i Ångermanälvens huvudavrinningsområde.